# رينهولد نيبوهر

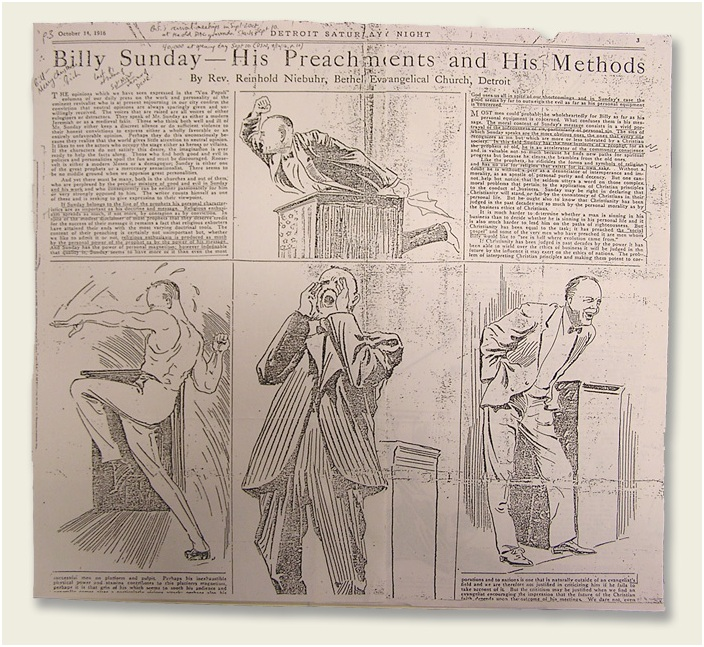
بيلي صنداي (وهو واعظ إنجيلي أمريكي شهير ومبشّر متجوّل في أوائل القرن العشرين) في ديترويت، مساء السبت، عام 1916.

كارل باول رينهولد نيبوهر (بالألمانية: Karl Paul Reinhold Niebuhr) (1892-1971) هو مصلح لاهوتي أمريكي وخبير في علم الأخلاق ومعلق على السياسة والشؤون العامة وبروفيسور في معهد يونيون اللاهوتي لثلاثين عامًا. كان نيبوهر أحد المثقفين القادة في أمريكا لعدة عقود من القرن العشرين ونال وسام الحرية الرئاسي عام 1964. بصفته لاهوتي عام، كتب وتحدث غالبًا عن التداخل بين الدين والسياسة والشأن العام وكان أكثر كتبه تأثيرًا بعنوان «الرجل الأخلاقي والمجتمع غير الأخلاقي» و«طبيعة وقدر الإنسان». يُضنف الكتاب الأخير في المرتبة الثامنة عشر بين أكثر مئة كتاب غير أدبي في القرن العشرين من قبل المكتبة الحديثة. يُصنف أندرو باسيفيتش كتاب نيبوهر «سخرية التاريخ الأمريكي» على أنه أفضل كتاب كُتب عن السياسة الخارجية الأمريكية. يصف المؤرخ آرثر شيلزينغر الابن نيبوهر على أنه أكثر عالم لاهوتي تأثيرًا في القرن العشرين وأطلقت عليه مجلة التايم بعد موته أنه أعظم لاهوتي بروتستانتي في أمريكا منذ جوناثان إدواردس.
بدأ ككاهن متعاطف مع الطبقة العاملة في عشرينيات القرن الماضي وشارك مع العديد من الكهنة الآخرين التزامًا بالسلام والاشتراكية، تطور تفكيره خلال ثلاثينيات القرن العشرين إلى علم اللاهوت الواقعي النيوأرثوذكسي أثناء تطويره المنظور الفلسفي المعروف باسم الواقعية المسيحية. هاجم الطوباوية باعتبارها غير فعالة للتعامل مع الواقع، وكتب في كتابه «أطفال النور وأطفال الظلام» المنشور عام 1944: «تجعل قدرة الإنسان على العدالة الديمقراطية ممكنة؛ لكن ميل الإنسان إلى الظلم يجعل الديمقراطية ضرورية». تعمقت واقعية نيبوهر بعد عام 1945 وقادته لدعم الجهود الأمريكية لمواجهة الشيوعية السوفيتية في جميع أنحاء العالم. بصفته متحدثًا قويًا، كان أحد أكثر المفكرين تأثيرًا في أربعينيات وخمسينيات القرن الماضي في الشؤون العامة. اشتبك نيبور مع الليبراليين الدينيين حول ما أسماه وجهات نظرهم الساذجة حول تناقضات الطبيعة الإنسانية وتفاؤل الإنجيل الاشتراكي، واشتبك مع المحافظين الدينيين حول ما اعتبره وجهة نظرهم الساذجة عن الكتاب المقدس وتعريفهم الضيق للدين الحقيقي. خلال هذا الوقت كان ينظر إليه من قبل العديد من المثقفين بصفته منافس جون ديوي.
تشمل مساهمات نيبور في الفلسفة السياسية استخدام مصادر اللاهوت للدفاع عن الواقعية السياسية. أثر عمله بشكل كبير على نظرية العلاقات الدولية، ما دفع العديد من العلماء إلى الابتعاد عن المثالية واعتناق الواقعية. أشار عدد كبير من العلماء، بمن فيهم العلماء السياسيون والمؤرخون السياسيون وعلماء اللاهوت، تأثيره على تفكيرهم. بالإضافة للأكاديميين، أشاد نشطاء مثل مايلز هورتون ومارتن لوثر كينغ جونيور، والعديد من السياسيين من بينهم هيلاري كلينتون وهوبرت همفري ودين أتشسون وجيمس كومي ومادلين أولبرايت وجون ماكين، إضافة إلى الرؤساء الأمريكيين السابقين باراك أوباما وجيمي كارتر، بتأثيره على تفكيرهم. شهدت السنوات الأخيرة اهتمامًا متجددًا بعمل نيبوهر، ويعزى ذلك جزئيًا إلى إعجاب أوباما المعلن بنيبوهر. في عام 2017، أصدرت بي بي إس فيلمًا وثائقيًا عن نيبوهر بعنوان «الضمير الأمريكي: قصة رينهولد نيبوهر».
بعيدًا عن تعليقه السياسي، فإن نيبوهر معروف أيضًا بتأليف صلاة الصفاء، وهي صلاة متكررة على نطاق واسع والتي عممها مدمنو الكحوليات. كان نيبوهر أيضًا أحد مؤسسي لكل من حركة الأمريكيين للعمل الديمقراطي ولجنة الإنقاذ الدولية، وقضى أيضًا وقتًا في معهد الدراسات المتقدمة في برينستون، بينما كان يعمل أستاذاً زائراً في كل من جامعة هارفارد وبرينستون. وكان أيضًا شقيقًا للاهوتي البارز ريتشارد نيبوهر.

## النشأة وتعليمه
وُلد نيبوهر في الحادي والعشرين من يونيو 1892 في رايت سيتي، ميسوري وهو ابن المهاجرين الألمانيين جوستاف نيبوهر وزوجته ليديا (كنيتها قبل الزواج هوستو). كان والده قسًا إنجيليًا ألمانيًا طائفته هي الفرع الأمريكي للاتحاد الكنسي البروسي المؤسس في ألمانيا، وهي حاليًا جزء من كنيسة المسيح الموحدة. كانت العائلة تتحدث الألمانية في المنزل. أصبح أخوه ه. ريتشارد نيبوهر منظر أخلاقي لاهوتي بارز وأصبحت أخته هولدا نيبوهر أستاذة اللاهوت في شيكاغو. انتقلت عائلة نيبوهر إلى لينكولن، إلينوي عام 1902 عندما أصبح جوستاف نيبوهر قس كنيسة سان جون الإنجيلية الألمانية في لينكولن. شغل رينهولد نيبوهر منصب قس في كنيسة أولًا عندما شغل منصب قس كنيسة سان جون المؤقت بين أبريل وسبتمبر عام 1913 بعد وفاة والده.
التحق نيبوهر بكلية إيلمهورست في إلينوي وتخرج عام 1910. درس في معهد إيدن للاهوت في ويبستر جروفز، ميسوري حيث، كما اعترف، تأثر كثيرًا بسامويل د. بريس في المواضيع الإنجيلية والمنهجية، ودرس أيضًا في كلية ييل اللاهوتية حيث حصل على درجة البكالوريوس في اللاهوت عام 1914 ودرجة الماجستير في الفنون في السنة التالية عن أطروحته «مساهمة المسيحية في عقيدة الخلود». دائمًا ما ندم على عدم نيل درجة الدكتوراه، يقول إن ييل أعطته الحرية الفكرية من الإقليمية الناتجة عن تربيته الأمريكية-الألمانية.

## الزواج والعائلة
في عام 1931 تزوج نيبوهر من أورسولا كيبل كومبتون. كانت أورسولا عضواً في كنيسة إنجلترا وتعلمت في جامعة أكسفورد اللاهوت والتاريخ. التقت نيبوهر أثناء دراستها للحصول على درجة الماجستير في مدرسة الاتحاد اللاهوتية. عملت لسنوات عديدة في هيئة التدريس في كلية بارنارد (كلية البنات بجامعة كولومبيا) حيث ساعدت في إنشاء قسم الدراسات الدينية وترأسته بعد ذلك. رُزق آل نيبوهر بطفلين، كريستوفر نيبوهر وإليزابيث نيبوهر سيفتون. تركت أورسولا نيبور أدلة في أوراقها البحثية الموجودة في مكتبة الكونغرس تبين أنها شاركت في تأليف بعض كتابات زوجها اللاحقة.

## روابط خارجية
- رينهولد نيبوهر على موقع الموسوعة البريطانية (الإنجليزية)
- رينهولد نيبوهر على موقع مونزينجر (الألمانية)
- رينهولد نيبوهر على موقع إن إن دي بي (الإنجليزية)
- رينهولد نيبوهر على موقع ديسكوغز (الإنجليزية)